# كالسي
كالسي (بالإيطالية: Calci) هي كومونا في مقاطعة بيزا في منطقة تسكانة الإيطالية، وتقع على بعد 60 كيلومترا (37 ميلا) غرب فلورنسا و 9 كيلومترات (6 ميل) شرق بيزا.